# Лаковица двухцветная
Ла́ковица двухцве́тная (лат. Laccária bícolor) — вид грибов, входящий в род Лаковица (Laccaria) семейства Гиднангиевые (Hydnangiaceae).

## Описание

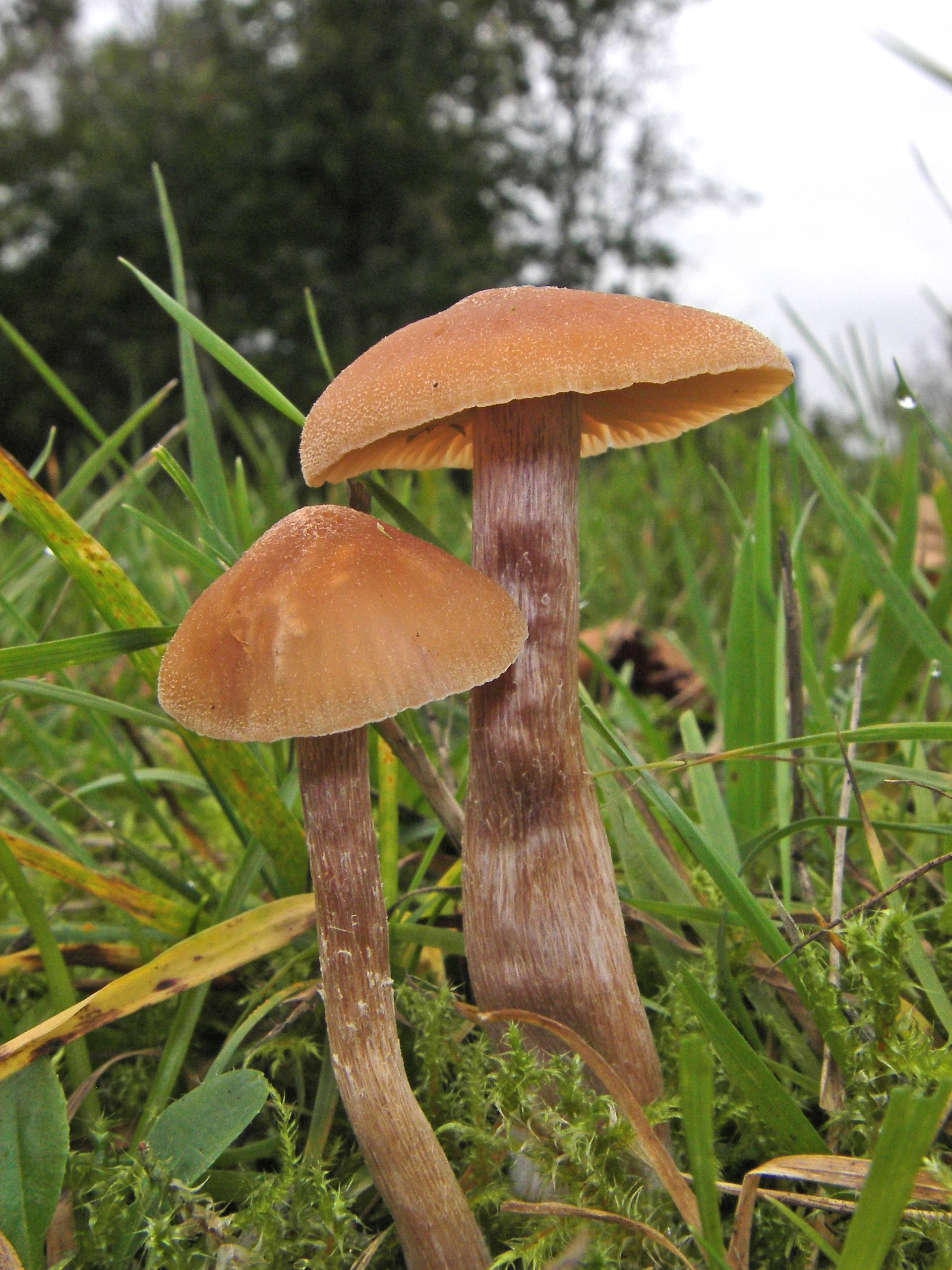

Плодовые тела шляпконожечные, тонкомясистые. Шляпка у взрослых грибов 1,5—5,5(7) см в диаметре, у молодых грибов полушаровидной формы, затем уплощённая и иногда слабо вдавленная или же с бугорком в центре, с подвёрнутым, затем раскрывающимся краем, гигрофанная, во влажную погоду, на протяжении ⅓ радиально-просвечивающе-полосчатая. Поверхность шляпки в центре мелкочешуйчатая, ближе к краю — вросшеволокнистая, у молодых плодовых тел коричневая с розовато-лиловым оттенком, у взрослых — оранжево-коричневая, красно-коричневая или розовато-коричневая, иногда с розовато-лиловатым оттенком по краю.
Мякоть одного цвета с поверхностью гриба, в основании ножки иногда более интенсивно лиловая, с сладковато-грибным или редечным запахом, с приятным грибным вкусом.
Пластинки гименофора довольно редкие, обычно приросшие к ножке или с нисходящим на неё зубцом, сначала лиловато-розовые, затем розовые.
Ножка цилиндрическая или расширенная книзу, 4—8,5(12,5) см длиной и 2—7 мм толщиной, выполненная до ватной, оранжево-розовато-коричнево-полосчатая, иногда сиреневато-красно-коричневая, часто с лиловато-розово-коричневой верхушкой. Основание ножки может быть покрыто опушением, окрашенным в аметистово-лиловые тона.
Споровый отпечаток белый. Споры 7—9,5×6—8,5 мкм, почти шаровидные до широкоэллиптических, покрытые шипиками до 1—1,5 мкм высотой. Базидии четырёхспоровые, 29—43×8—11 мкм. Кутикула шляпки — кутис.
Съедобный гриб невысокого качества.

### Сходные виды
- Laccaria laccata (Scop.) Cooke, 1884 — лаковица розовая — отличается отсутствием сиреневого оттенка, шляпкой без чешуек, а также нередко шаровидными спорами.
- Laccaria proxima (Boud.) Pat., 1887 — лаковица большая — отличается отсутствием сиреневого оттенка у пластинок и опушения в основании, а также более длинными (7,5—11×6—9 мкм) спорами.

## Ареал и экология
Широко распространённый в Евразии и Северной Африке вид, встречающийся довольно часто. Произрастает под хвойными деревьями в хвойных и смешанных лесах, редко — с лиственными деревьями.

## Систематика

### Синонимы
- Laccaria bicolor var. pseudobicolor (Bon) Pázmány, 1991
- Laccaria laccata var. bicolor Maire, 1937basionym
- Laccaria laccata var. pseudobicolor Bon, 1982
- Laccaria proxima var. bicolor (Maire) Kühner & Romagn., 1953, nom. inval.